# Dánská hokejová reprezentace do 18 let
Dánská hokejová reprezentace do 18 let je výběrem nejlepších dánských hráčů ledního hokeje v této věkové kategorii. Od roku 1999 se účastní mistrovství světa do 18 let. Tým je řízen Dánským svazem ledního hokeje, který je členem Mezinárodní hokejové federace.

## Účast na Mistrovství světa v ledním hokeji do 18 let
| MS        | Místo konání                          | Umístění              |
| --------- | ------------------------------------- | --------------------- |
| MS18´1999 | Německo (Füssen a Kaufbeuren)         | Ne                    |
| MS18´2000 | Švýcarsko (Kloten a Weinfelden)       | Ne                    |
| MS18´2001 | Finsko (Heinola, Helsinky a Lahti)    | Ne                    |
| MS18´2002 | Slovensko (Piešťany a Trnava)         | Ne                    |
| MS18´2003 | Rusko (Jaroslavl)                     | Ne                    |
| MS18´2004 | Bělorusko (Minsk)                     | 8. místo              |
| MS18´2005 | Česko (Plzeň a České Budějovice)      | 10. místo             |
| MS18´2006 | Švédsko (Ängelholm a Halmstad)        | Ne                    |
| MS18´2007 | Finsko (Rauma a Tampere)              | Ne                    |
| MS18´2008 | Polsko (Toruň)                        | 10. místo             |
| MS18´2009 | USA (Fargo)                           | Ne                    |
| MS18´2010 | Bělorusko (Minsk a Babrujsk)          | Ne                    |
| MS18´2011 | Německo (Crimmitschau a Drážďany)     | Ne                    |
| MS18´2012 | Česko (Brno, Znojmo a Břeclav)        | 10. místo             |
| MS18´2013 | Rusko (Soči)                          | Ne                    |
| MS18´2014 | Finsko (Lappeenranta, Imatra)         | 10. místo             |
| MS18´2015 | Švýcarsko (Zug, Lucern)               | Ne                    |
| MS18´2016 | USA (Grand Forks)                     | 10. místo             |
| MS18´2017 | Slovensko (Poprad , Spišská Nová Ves) | Ne                    |
| MS18´2018 | Rusko Čeljabinsk, Magnitogorsk        | Ne                    |
| MS18´2019 | Švédsko Örnsköldsvik a Umeå           | Ne                    |
| MS18´2020 | USA Ann Arbor a Plymouth              | Ne                    |
| MS18'2022 | Slovensko (Piešťany)                  | 5. místo (Divize I A) |